# Irina Vorobieva
Irina Nikolaïevna Vorobieva ( russe : Ирина Николаевна Воробьёва ; née le 30 juin 1958 et morte le 12 avril 2022) est une patineuse artistique soviétique. Avec son mari d'alors Igor Lisovski, elle est championne du monde 1981 et championne d'Europe 1981. Ils sont alors entraînés par Tamara Moskvina.

## Biographie

### Carrière sportive
Avant de faire équipe avec Igor Lisovski, elle a concouru avec Aleksandr Vlasov (en), avec qui elle est médaillée d'argent mondiale de 1977, médaillée de bronze mondiale de 1976 et 4e aux Jeux olympiques de 1976.

### Reconversion
Elle travaille ensuite comme entraîneuse à la World Arena (en) de Colorado Springs. Parmi ses élèves figuraient Brittany Vise et Nicholas Kole, Tiffany Vise et Derek Trent, ainsi que Shelby Lyons et Brian Wells.

## Palmarès
Avec deux partenaires :
- Aleksandr Vlasov (6 saisons : 1971-1977)
- Igor Lisovski (5 saisons : 1978-1983)

| Compétitions                    | 1972    | 1973    | 1974    | 1975    | 1976    | 1977    |  | 1978    | 1979    | 1980    | 1981    | 1982    | 1983    |  |
| Jeux olympiques d'hiver         |         |         |         |         | 4e      |         |  |         |         |         |         |         |         |  |
| Championnats du monde           |         |         | 6e      | 4e      | 3e      | 2e      |  |         | 4e      |         | 1re     | 5e      |         |  |
| Championnats d'Europe           |         |         |         |         | 3e      | 2e      |  |         | 2e      |         | 1re     | 3e      |         |  |
| Championnats d'Union soviétique | 2e      |         | 3e      |         | 1re     | 2e      |  |         | 3e      | 2e      | 2e      | 3e      | 5e      |  |
|                                 |         |         |         |         |         |         |  |         |         |         |         |         |         |  |
| Autres Compétitions             | 1971/72 | 1972/73 | 1973/74 | 1974/75 | 1975/76 | 1976/77 |  | 1977/78 | 1978/79 | 1979/80 | 1980/81 | 1981/82 | 1982/83 |  |
| Moscou Skate                    |         | 1re     |         |         | 2e      | F       |  |         | 3e      | 1re     | 1re     |         |         |  |
| Trophée NHK                     |         |         |         |         |         |         |  |         |         | 1re     |         |         | 2e      |  |
| Légende : F = Forfait           |         |         |         |         |         |         |  |         |         |         |         |         |         |  |

## Programmes
(avec Lisovski)
| Saison    | Programme court | Programme long                                                                                                   | Exhibition |
| --------- | --------------- | --- | ---------- |
| 1980-1981 |                 | L'étoile et la mort de Joaquin Murietta ( Звезда и смерть Хоакина Мурьеты ) par Alexeï Rybnikov et Pavel Grushko |            |